# Polpa dental
La polpa dentària o polpa dental (que també s'anomena, incorrectament, «nervi») és el teixit connectiu lax localitzat a l'interior d'un òrgan dentari i envoltat per la dentina. La polpa dental és una part del complex dentina-polpa (endodontium). La vitalitat del complex dentina-polpa, tant durant la salut com després d'una lesió, depèn sobretot de l'activitat de cèl·lules en la polpa i els processos de senyalització que regulen el comportament de la cèl·lula.

## Formació de la papil·la dentària
Aquest teixit vital s'origina a partir d'un teixit connectiu (teixit mesenquimatós) immadur, la papil·la dentària. Aquest teixit es troba envoltat per l'òrgan de l'esmalt dentari i el teixit fibrós anomenat sac dentari. L'òrgan de l'esmalt forma l'esmalt dentari; la papil·la dentària participa en el desenvolupament de la dentina i la polpa, i el sac dentari forma el periodonci.
L'inici de la maduració de la polpa coincideix amb els primers signes de formació de dentina.
Els vasos sanguinis i els nervis simpàtics associats, apareixen al principi de la maduració.
Una vegada que apareixen els odontoblasts apareixen i produeixen una capa de predentina, la papil·la dental adjacent es converteix en la polpa dentària, quan s'ha format la primera capa de predentina l'ameloblast inicia la secreció d'esmalt.

## Estructura

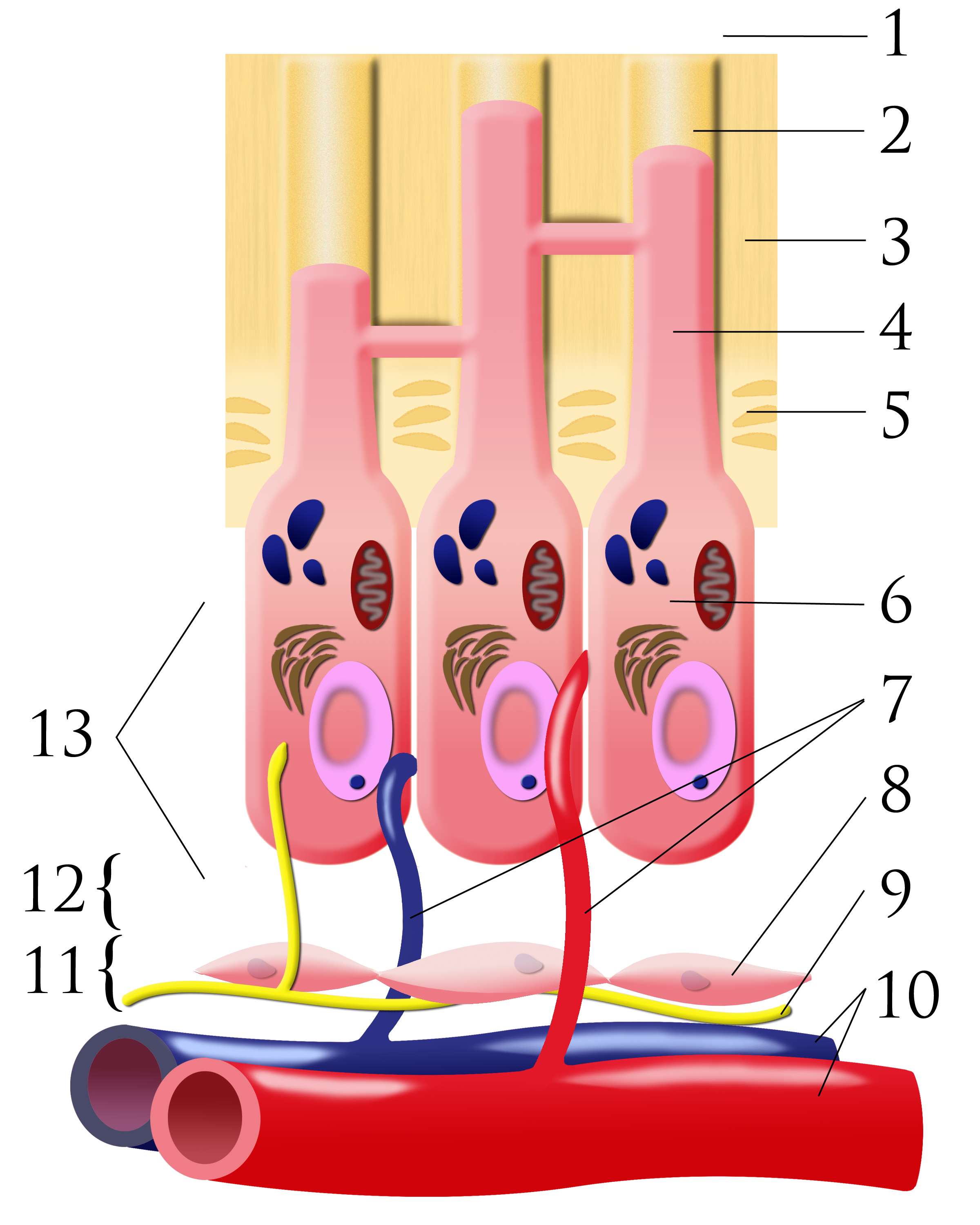
Zona de contacte de la polpa i la dentina. 1) esmalt a l'exterior 2) túbul de dentina 3) dentina 4) procés odontoblàstic 5) predentina 6) odontoblast 7) capil·laris 8) fibroblasts 9) nervi 10) artèria/vena 11) zona rica en cèl·lules 12) zona pobra en cèl·lules 13) cambra de la polpa

La regió central de la polpa coronal i radicular conté grans troncs nerviosos i vasos sanguinis.
Aquesta àrea està envoltada per una zona perifèrica odontogènica especialitzada que té quatre capes (de la més interior a la més exterior) :
1. Nucli de la polpa, que està al centre de la cambra de la polpa amb moltes cèl·lules i una extens subministrament vascular; excepte per la seva ubicació, és molt similar a la zona rica en cèl·lules.
2. Zona rica # cel·lular; que conté fibroblasts i cèl·lules mesenquimàtiques indiferenciades.
3. Zona pobra en cèl·lules (zona de Weil), que és rica tant en els capil·lars com en xarxes nervioses.
4. Capa d'odontoblasts; la capa més externa que conté odontoblasts i es troba al costat de la predentina i la dentina madura.

Les cèl·lules que es troben a la polpa dental inclouen fibroblasts odontoblasts histiòcits, macròfags granulòcits i cèl·lules plasmàtiques.